# Gée
Gée is een plaats en voormalige gemeente in het Franse departement Maine-et-Loire in de regio Pays de la Loire en telt 287 inwoners (1999). De plaats maakt deel uit van het arrondissement Angers.

## Geschiedenis
Op 1 januari 2016 werden de gemeenten Beaufort-en-Vallée en Gée de gemeente samengevoegd tot in de op die dag gevormde commune nouvelle Beaufort-en-Anjou.

## Geografie
De oppervlakte van Gée bedraagt 6,3 km², de bevolkingsdichtheid is 45,6 inwoners per km².
De onderstaande kaart toont de ligging van Gée met de belangrijkste infrastructuur en aangrenzende gemeenten.

## Demografie
Onderstaande figuur toont het verloop van het inwonertal.